# عجمي (هشترود)
عجمي هي قرية في مقاطعة هشترود، إيران. يقدر عدد سكانها بـ 140 نسمة بحسب إحصاء 2016.